# نيكولاس راسكين
نيكولاس راسكين (مواليد 23 فبراير 2001) هو لاعب كرة قدم بلجيكي يلعب في مركز الوسط في نادي ستاندارد لييج.

## روابط خارجية
- نيكولاس راسكين على موقع الاتحاد الأوربي (الإنجليزية)
- نيكولاس راسكين على موقع الاتحاد البلجيكي (الإنجليزية)
- نيكولاس راسكين على موقع قاعدة بيانات كرة القدم.إي يو (الإنجليزية)
- نيكولاس راسكين على موقع ليكيب (الفرنسية)
- نيكولاس راسكين على موقع Soccerway.com (الإنجليزية)
- نيكولاس راسكين على موقع عالم كرة القدم.نت (الإنجليزية)